# Hospital Santa Ana de Motril
El Hospital Santa Ana es un centro hospitalario gestionado por Servicio Andaluz de Salud, ubicado en la ciudad española de Motril, provincia de Granada.
Además de las funciones sanitarias propias del centro, desarrolla también tareas docentes y de investigación en estrecha colaboración con la Universidad de Granada.

## Ámbito

Mapa sanitario de la provincia

Dentro del Sistema Sanitario Público de Andalucía, está catalogado como hospital comarcal y cubre la atención médica especializada del área sanitaria Sur de Granada, que comprende las zonas básicas de salud de Almuñécar, Salobreña, Motril, Órgiva, Castell de Ferro, Albuñol, Cádiar y Ugíjar.

## Centros asociados

### Centros de consultas externas
- C.P.E. de Motril

### Centros de salud mental
- Hospital de Día de Salud Mental Santa Ana
- Unidad de Salud Mental Comunitaria Motril
- Unidad de Salud Mental Comunitaria Órgiva

### Centros de diálisis
- Centro Periférico de Guadix

## Unidades clínicas activa
- Bloque quirúrgico y servicio de anestesiología
- Servicio de urgencias
- Cirugía y especialidades
- Farmacia hospitalaria
- Laboratorios clínicos
- Pediatría
- Salud mental
- Radiodiagnóstico

## Cartera de Servicios y especialidades
Los servicios clínicos que ofrece el hospital tienen una estructura flexible, que se va adaptando a las necesidades de la población a la que presta atención sanitaria. En 2004 incluía una serie de procedimientos diagnósticos y terapéuticos, dentro de las siguientes Unidades Clínicas:
| - Análisis clínicos - Anatomía patológica - Anestesia - Aparato digestivo - Cardiología - Cirugía general y digestiva - Cirugía ortopédica y traumatología - Cuidados críticos y urgencias - Dermatología - Farmacia hospitalaria - Ginecología - Hematología y hemoterapia | - Medicina interna - Medicina física y rehabilitación Neumologia - Neonatología - Obstetricia - Oftalmología - Oncología médica - Otorrinolaringología - Pediatría - Radiodiagnóstico - Reumatología - Salud mental - Urología - Venereología |

## Datos básicos de funcionamiento (2006)
Según la Memoria del Servicio Andaluz de Salud, correspondiente a 2006, el hospital ofreció los siguientes datos:
Personal
El personal del hospital, a fecha 31 de diciembre de 2009, estaba constituido por un total de 721 profesionales, entre los que destacan: 121 facultativos, 389 enfermeros y 210 integrantes del personal no sanitario.
Infraestructura
Unidades clínicas; 5, camas: 206, quirófanos: 7, consultas: 50
Equipamiento
Salas rayos X: 4, ecógrafos: 7, telemando :1, TAC: 1, RMN: 1
Actividad
Ingresos: 8935. Urgencias: 82 216. Consultas: 156 576
Intervenciones quirúrgicas
Programadas: 1527. Urgentes: 1913. Cirugía ambulatoria: 2481. Nacimientos: 1184